# Hermann Sudermann
Hermann Sudermann, född den 30 september 1857 i Matzicken, östligaste Ostpreussen, av en gammal holländsk mennonitfamilj, död den 21 november 1928 i Berlin, var en tysk författare.

## Biografi
Sudermann gick i skola i Tilsit, studerade språk, historia och litteratur vid universiteten i Königsberg och Berlin, var en tid informator hos Hans Hopfen samt tidningsman och författade en mängd berättelser, som inte hade någon framgång, och teaterstycken, som inte uppfördes. Emellertid antogs Sudermanns första större berättelse, den ypperliga hembygdsskildringen Frau Sorge (1887; Sorgens fe eller Fru Sorg) som följetong i Berliner Tageblatt, där den väckte stort uppseende och livligt bifall. Samtidig var novellsamlingen Im Zwielicht (1887; Skymningsprat), följd av ett band berättelser, Geschwister (1888), och den till Napoleonkrigen förlagda romanen Der Katzensteg (1889; dramatiserad som Regine, 1916; Fädrens missgerningar och Kattspången). Oerhörd framgång, först i Berlin, sedan i det övriga Tyskland och snart världen runt, fick så Sudermanns drama Die Ehre (1889; i bokform 1890; Ära, uppförd i Stockholm 1890), ett verkningsfullt teaterstycke med sociala missförhållanden och konventionell hedersuppfattning som tema. Ruben Berg skriver i Nordisk familjebok: "Dramat visade i det väsentliga samma förtjänster och brister, som sedan känneteckna hela S:s alstring: skickligt kombinerande teknik, drabbande effekter, på franskt sätt tillspetsad dialog, lefvande gestalter inställda i omgifningar af intresse, en oförneklig originalitet i uppfattningen, men också en böjelse för grofva medel, en bekväm och billig yttre verkan, ytlig rutinkarakteristik; kort sagdt, han har i stället för att se författarskapet som ett kall icke sällan bedrifvit det blott som ett inbringande yrke." 
Sudermann fick emellertid genom Die Ehre anseendet som en naturalismens banerförare, och hans följande alstring, särskilt den sceniska, vann utomordentlig ryktbarhet. Det bjärt sedeskildrande konstnärs- och storstadsdramat Sodoms Ende (1891; Sodoms undergång) misslyckades visserligen i Berlin, men Heimat (1893; Hemmet) och Das Glück im Winkel (1896) fick så mycket större framgång, och även den anspråkslösare miljöskildringen Die Schmetterlingsslacht (1893, tryckt 1895) hävdade sin plats. Morituri (1896) är tre enaktare, av vilka "Fritzchen" inte endast är Sudermanns teaterverksammaste stycke, utan även en betydande karaktärstragedi. Johannes (1898) behandlar Johannes döparen, Die drei Reiherfedern (1898) är ett sagospel. De många följande, Johannisfeuer (1900), Es lebe das Leben (1902), Der Sturmgeselle Sokrates (1903, om revolutionsmännen från 1848), Stein unter Steinen (1905), Die Blumenboot (1905), enaktarcykeln Rosen (1907), Strandkinder (1909), Der Bettler von Syrakus (1911), Der gute Ruf (1912), Die Lobgesänge des Claudian (1914) och de tre skådespelen Die entgötterte Welt (1915) visar inga nya egenskaper, men ådagalägger merendels hans stora förmåga att ge levande människor och teckna skuggsidor av den moderna tiden; de måttlösa anfallen på honom, dem han sökte bemöta med ströskriften Verrohung in der Theaterkritik (1902), kan inte anses mer än till någon del berättigade. 
Sin novellistiska alstring, som tidtals fått stå tillbaka för den dramatiska, fortsatte Sudermann med novellen Jolanthes Hochzeit (1892; Jolanthas bröllop) och den stora romanen Es war (1894; Felicitas och Åtrå), som vittnar om betydande berättarförmåga och livfull humor, romanen Das hohe Lied (1908; Höga visan), novellerna Die indische Lilie (1896; Den indiska liljan) och Litauische Geschichten (1917; Resan till Tilsit). Ruben Berg kommenterar: "S. vardt icke den nydanare af det tyska skådespelet och den tyska romanen, som man att börja med hoppades. Hans allvarliga sträfvan till högre mål har icke mäktat öfvervinna bristerna i hans begåfning: den nervösa brådskan, den utan djupare mänsklig eller personlig halt effektsökande blandningen af naivitet och raffinemang i framställningen och kompositionen. Sin plats som, åtminstone rätt länge, Tysklands mest spelade dramatiker och mest läste romanförfattare har han därför icke kunnat häfda."